# Вокер (Айова)
Вокер (англ. Walker) — місто (англ. city) в США, в окрузі Лінн штату Айова. Населення — 688 осіб (2020).

## Географія
Вокер розташований за координатами 42°17′15″ пн. ш. 91°46′53″ зх. д. / 42.28750° пн. ш. 91.78139° зх. д. (42.287545, -91.781479).  За даними Бюро перепису населення США в 2010 році місто мало площу 1,99 км², з яких 1,96 км² — суходіл та 0,03 км² — водойми.

## Демографія
Згідно з переписом 2010 року, у місті мешкала 791 особа в 289 домогосподарствах у складі 215 родин. Густота населення становила 398 осіб/км².  Було 309 помешкань (156/км²).
Расовий склад населення:
| - 98,0 % — білих - 0,4 % — корінних американців - 0,3 % — чорних або афроамериканців |

До двох чи більше рас належало 1,3 %. Частка іспаномовних становила 1,0 % від усіх жителів.
За віковим діапазоном населення розподілялося таким чином: 32,2 % — особи молодші 18 років, 55,2 % — особи у віці 18—64 років, 12,6 % — особи у віці 65 років та старші. Медіана віку мешканця становила 34,0 року. На 100 осіб жіночої статі у місті припадало 94,3 чоловіків;  на 100 жінок у віці від 18 років та старших — 90,7 чоловіків також старших 18 років.
Середній дохід на одне домашнє господарство  становив 69 468 доларів США (медіана — 63 750), а середній дохід на одну сім'ю — 79 259 доларів (медіана — 76 000). Медіана доходів становила 47 083 долари для чоловіків та 37 750 доларів для жінок. За межею бідності перебувало 6,7 % осіб, у тому числі 13,0 % дітей у віці до 18 років та 13,3 % осіб у віці 65 років та старших.
Цивільне працевлаштоване населення становило 454 особи. Основні галузі зайнятості: освіта, охорона здоров'я та соціальна допомога — 25,8 %, виробництво — 20,0 %, роздрібна торгівля — 10,8 %, будівництво — 9,0 %.